# Platycnemididae
Platycnemididae là một Họ của bộ Chuồn chuồn kim.
Chúng thường được gọi là chuồn chuồn chân trắng. Có hơn 400 loài có nguồn gốc từ Cựu Thế giới . Họ này được chia thành vài phân họ.

## Chi
Có khoảng 42 chi thuộc họ Platycnemididae.

Các chi bao gồm:
- Allocnemis
- Arabicnemis
- Asthenocnemis
- Calicnemia
- Coeliccia
- Copera
- Cyanocnemis
- Denticnemis
- Elattoneura
- Idiocnemis
- Indocnemis
- Leptocnemis
- Lieftinckia
- Lochmaeocnemis
- Macrocnemis
- Mesocnemis
- Metacnemis
- Oreocnemis
- Paracnemis
- Paramecocnemis
- Platycnemis
- Rhyacocnemis
- Risiocnemis
- Salomoncnemis
- Sinocnemis
- Stenocnemis
- Thaumatagrion
- Torrenticnemis